# 勒基安博物馆

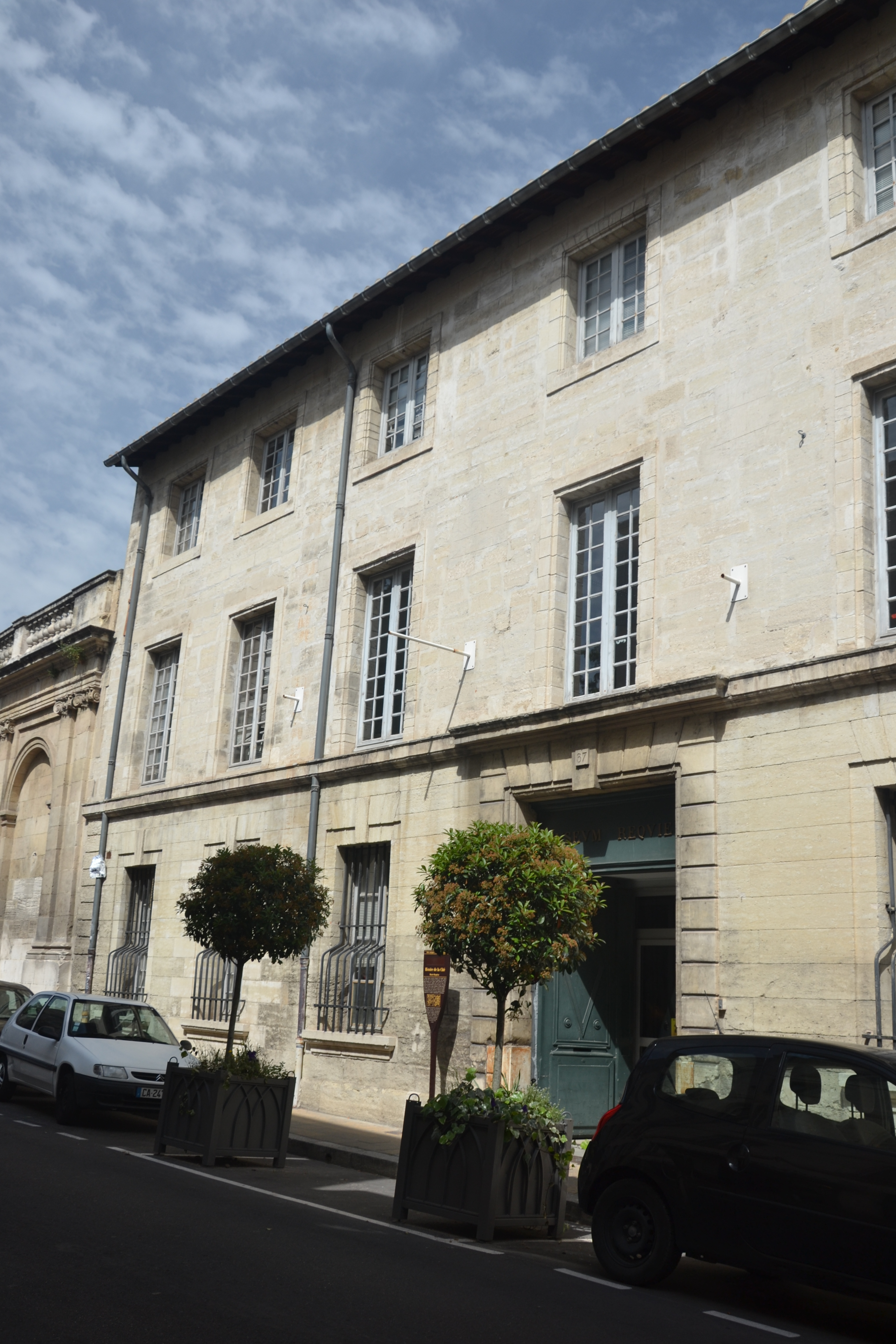

勒基安博物馆（Musée Requien），也叫吕奎安博物馆，是法国阿维尼翁的一个自然史博物馆，得名于法国博物学家埃斯普里·勒基安。让-亨利·法布尔的一些作品在此展出。